# Nagraogo-Foulcé
Pour les articles homonymes, voir Nagraogo.
Ne doit pas être confondu avec Nango-Foulcé.
Nagraogo-Foulcé est une localité située dans le département de Barsalogho de la province du Sanmatenga dans la région Centre-Nord au Burkina Faso.

## Géographie
Village réparti en centres d'habitations très dispersés, Nagraogo-Foulcé se situe à 3 km à l'ouest de Nagraogo, à 6 km au nord-est de Zongo, à 14 km au nord-ouest de Barsalogho, le chef-lieu du département, et à environ 50 km au nord du centre de Kaya, la principale ville de la province.

## Histoire
Comme son nom l'indique, ce village associé à Nagraogo abrite majoritairement des populations de l'etnie Foulcé (ou Kurumba).

## Économie
L'économie du village repose sur l'agro-pastoralisme.

## Éducation et santé
Le centre de soins le plus proche de Nagraogo-Foulcé est le centre de santé et de promotion sociale (CSPS) de Zongo tandis que le centre médical avec antenne chirurgicale (CMA) de la province se trouve à Barsalogho et le centre hospitalier régional (CHR) se trouve à Kaya.
Le village possède une école primaire publique.